# Logique du chaudron

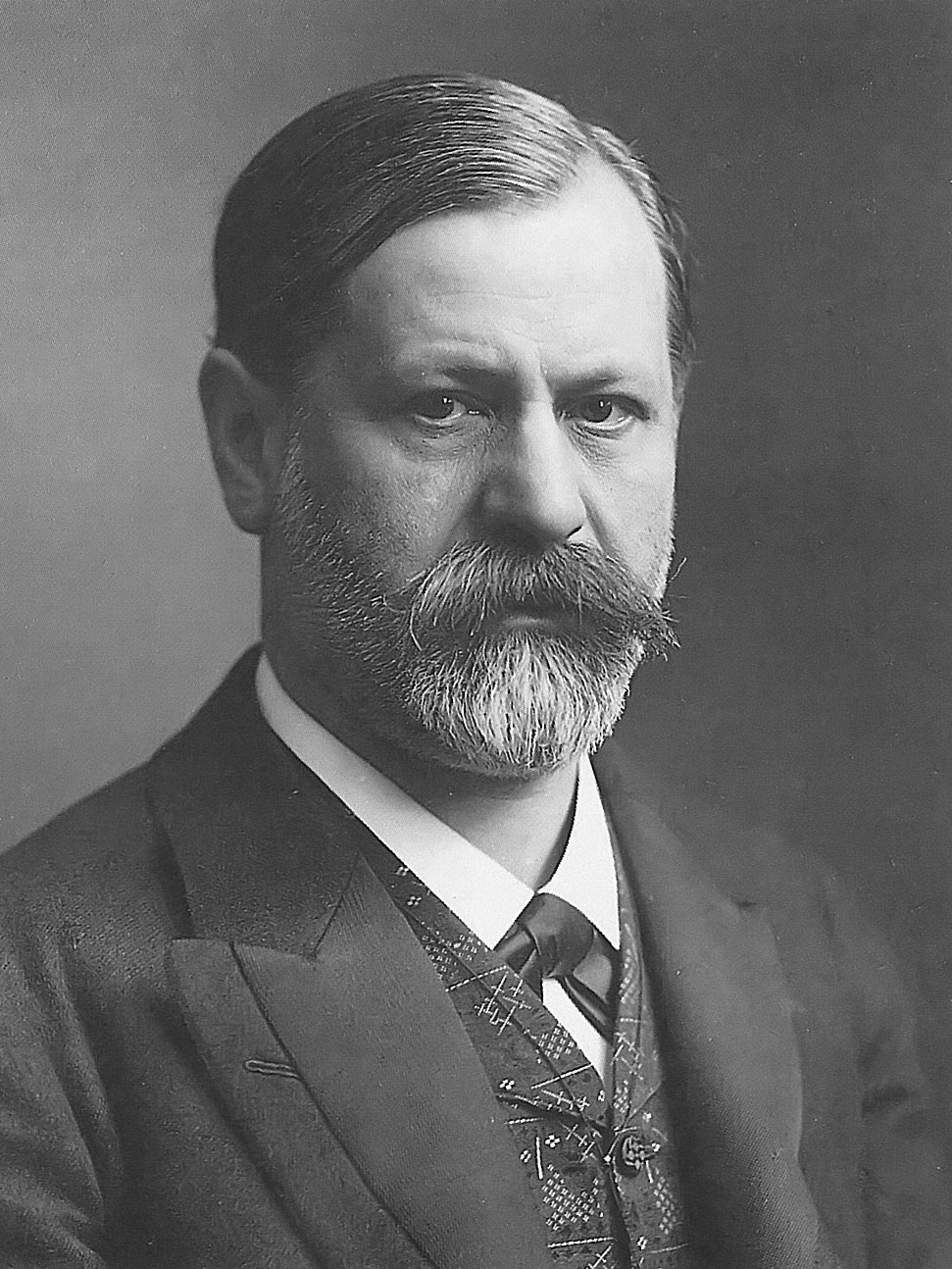
Sigmund Freud vers 1905.

La logique du chaudron est une expression formée à partir de  « l'histoire du chaudron emprunté » que raconte Sigmund Freud dans Le mot d'esprit et sa relation à l'inconscient (1905), en renvoyant également à un passage de L'Interprétation du rêve (1900).
Dans son commentaire du rêve de « l'injection faite à Irma », le psychanalyste Didier Anzieu parle de « l'argument du chaudron ».
Le philosophe Jacques Derrida revient sur « l'histoire du chaudron emprunté » de Freud en utilisant les expressions « raisonnement du chaudron »  et « logique du chaudron » dans certains de ses écrits où il débat avec la psychanalyse : Derrida appliquerait ainsi la « logique du chaudron », chargée d'illustrer la logique du rêve dans l'analyse freudienne, à sa propre conception de « l'écriture ».

## L'histoire du «chaudron emprunté» chez Freud
Freud évoque « l'histoire du chaudron emprunté » à deux reprises dans Le trait d'esprit et sa relation à l'inconscient,.
Au chapitre « La technique du mot d'esprit », en association avec d'autres histoires drôles de marieurs (où la jeune fille à marier est remplie de défauts et n'est en fait « pas mariable »), Freud introduit celle du chaudron emprunté par ces lignes : « La même omission est le noyau d'un autre sophisme, dont on a beaucoup ri, mais dont on pourrait douter qu'il soit justifié de l'appeler un trait d'esprit. »

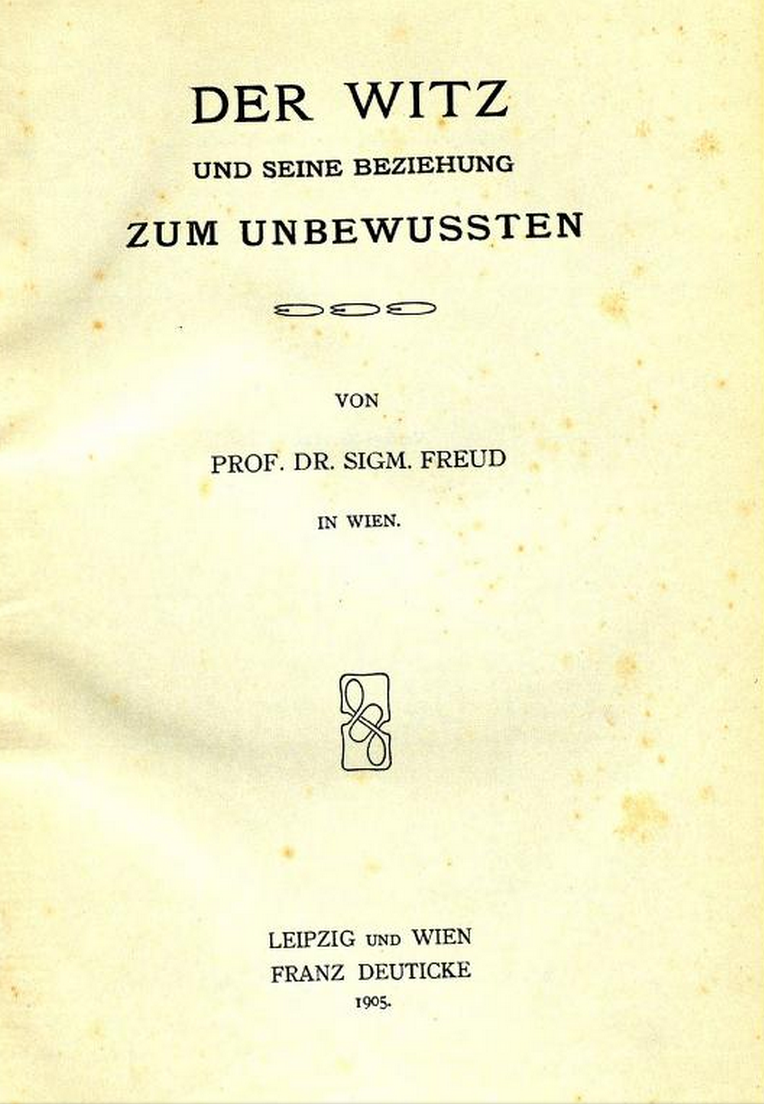
Sigmund Freud, Der Witz und seine Beziehung zum Unbewussten, 1905.

L'histoire racontée par Freud est la suivante : 

« A a emprunté à B un chaudron de cuivre et après l'avoir rendu, il est mis en accusation par B parce que le chaudron présente désormais un grand trou qui le rend inutilisable. Voici sa défense : “Premièrement je n'ai absolument pas emprunté de chaudron à B ; deuxièmement le chaudron avait déjà un trou lorsque je l'ai reçu de B ; troisièmement je lui ai rendu le chaudron intact”. »

Freud commente : « Chacune des objections prise séparément est bonne pour elle-même mais, mises ensemble, elles s'excluent mutuellement. […] On pourrait dire également : A met un “et” à l'endroit où seul est possible un “ou bien... ou bien”. »
Dans la « partie théorique » de son ouvrage, au chapitre « Le trait d'esprit et les espèces de comique », Freud reprend « l'histoire du chaudron emprunté qui avait un trou au moment de sa restitution. » Il ajoute que c'est « un exemple remarquable d'un effet purement comique en laissant libre cours à un mode de pensée inconscient. C'est précisément cette suppression mutuelle [Einanderaufheben] de plusieurs pensées, dont chacune en elle-même est un bon motif, qui fait défaut dans l'inconscient. »

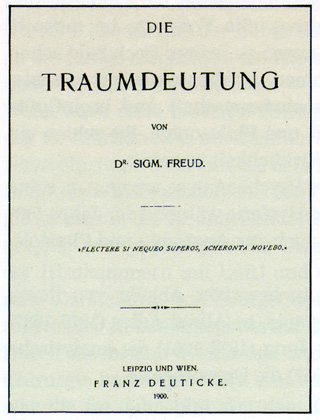
Freud, Die Traumdeutung, 1900.

Freud revient alors à « l'exemple de rêve » choisi par lui comme « échantillon du travail d'interprétation » dans [« son »] Interprétation du rêve : une note de la nouvelle traduction des OCF.P précise qu'il s'agit du « rêve de l'injection faite à Irma ». Dans le « rêve d'Irma », et pour se disculper (Freud emploie le terme « plaidoyer » dans L'interprétation du rêve), le rêveur (il s'agit de Freud lui-même) invoque des raisons qui « se trouvent juxtaposées [nebeneinander] comme si l'une n'excluait pas l'autre » L'analyse théorique par Freud du travail du rêve quant au rêve manifeste est redonnée en ces termes : « Le rêve où, comme on sait, les modes de pensée de l'inconscient deviennent manifestes, ne connaît pas non plus, conformément à cela, de “ou bien-ou bien”, il connaît seulement une juxtaposition [Nebeneinander] »,,.

### Sur «l'argument du chaudron» dansL'auto-analyse de Freudd'Anzieu

À propos de « l'histoire du chaudron emprunté », que Freud convoque pour interpréter « Le rêve de l'injection faite à Irma », Didier Anzieu parle de « l'argument du chaudron ».

Pour Didier Anzieu qui rappelle la phrase écrite par Freud dans le commentaire de son rêve de « l'injection faite à Irma » — « “Tout ce plaidoyer, écrit Freud — ce rêve n'est rien d'autre — [...]” », « l'argument du chaudron » est « à entendre dans cette perspective » : le désir qu'a le rêveur de se disculper. Anzieu ajoute : « L'histoire prend en effet tout son sel si l'on remplace le chaudron par ce que sa forme évoque, à savoir le ventre d'une femme. L'homme accusé d'avoir “emprunté” la femme ou fille de son voisin et de la lui avoir rendue “en mauvais état” se défend de trois façons : non, je l'ai rendue indemne; elle était déjà “percée”; je n'y ai pas touché. Être le premier à voir un sujet nouveau, n'est-ce pas le déflorer ? » — par rapport à la thèse de Didier Anzieu éditée pour la première fois en 1959 :  L'auto-analyse de Freud — et la découverte de la psychanalyse , la dernière phrase représente pour Anzieu une transition avec le paragraphe qui suit dans son livre et s'intitule « En relation avec l'œuvre freudienne ».

## Derrida avec Freud
Le philosophe Jacques Derrida reprend le motif du « raisonnement du chaudron » ou de ladite « logique du chaudron », expression qu'il emploie aussi, dans deux de ses écrits, mais en s'intéressant plus avant encore dans Résistances — de la psychanalyse (1996) à l'analyse par Freud de son « rêve de l'injection faite à Irma » par rapport au sens du mot analyse.

### DansRésistances
Jacques Derrida, dans Résistances, dit du « rêve de l'injection faite à Irma » que  le fondateur de la psychanalyse « finira par [le] présenter lui-même, en conclusion, comme un plaidoyer dans la logique du chaudron ».

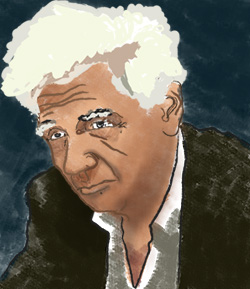
En revenant sur « l'histoire du chaudron emprunté » de Freud dans L'Interprétation du rêve, le philosophe Jacques Derrida utilise les expressions « raisonnement du chaudron » et « logique du chaudron » dans certains de ses écrits.

Pour exposer la défense de l'emprunteur du chaudron Derrida se réfère au texte de L'interprétation du rêve, dans lequel l'ordre de l'argumentation n'était pas le même que dans Le trait d'esprit :  A ayant emprunté à B son chaudron en cuivre, et le lui rendant avec des trous qui le rendent inutilisable, se justifie ainsi : « 1. Le chaudron que je te rapporte est intact, 2. de plus, les trous étaient déjà là quand je te l'ai emprunté et 3. d'ailleurs tu ne m'as jamais prêté de chaudron ».

Dans Résistances, dont le propos vise surtout la notion d'« analyse » dans la pensée de Derrida autour de l'idée de déconstruction, la mention de la « logique du chaudron » peut apparaître comme incidente : elle prend place dans l'analyse d' « un passage singulier de la Traumdeutung » que Derrida « repère » dans l'analyse par Freud de son « rêve d'Irma ». L'histoire du chaudron de Freud est rappelée au paragraphe qui concerne la « Première remarque: la femme de Freud entre trois et quatre » ; la « Seconde Remarque [...] », associée à la précédente, se rapporte au pressentiment chez Freud d'un « ombilic du rêve »,. Le texte Résistances touche, pourrait-on dire avec Jacques Derrida, aux « enjeux les plus décisifs et les plus difficiles entre [...] “la psychanalyse” et  “ la déconstruction” »,.

### «La Pharmacie de Platon»
Au chapitre « La Pharmacie de Platon » de Dissémination, le philosophe avait déjà médité dans les années 1970, d'une manière moins incidente que dans Résistances des années 1990, sur le « raisonnement du chaudron » évoqué par Freud « dans la Traumdeutung pour y trouver matière à illustrer la logique du rêve » : il appliquait alors, dans un autre registre que celui de la métapsychologie freudienne, l'exemple du chaudron « troué » et de son analyse à sa propre conception de « l'écriture ».

Jacques Derrida, analysant la critique par Platon de l'écrit en tant que pharmakon,,, « supplément dangereux », écrit : 

« Si, au lieu de méditer la structure qui rend possible une telle supplémentarité, si au lieu surtout de méditer la réduction par laquelle « Platon-Rousseau-Saussure » tente en vain de la maîtriser dans un étrange « raisonnement », on se contentait d’en faire apparaître la « contradiction logique », il faudrait y reconnaître le fameux « raisonnement du chaudron », celui-là même que Freud évoque dans la Traumdeutung pour y trouver matière à illustrer la logique du rêve [...] De même : 1. L’écriture est rigoureusement extérieure et inférieure à la mémoire et à la parole vives, qui en sont donc intactes. 2. Elle leur est nuisible parce qu’elles les endort et les infecte dans leur vie même qui serait intacte sans elle. Il n’y aurait pas de trous de mémoire et de parole sans l’écriture. 3. D’ailleurs, si on a fait appel à l’hypomnésie et à l’écriture, ce n’est pas pour leur valeur propre, c’est parce que la mémoire vivante est finie, qu’elle avait déjà des trous avant même que l’écriture n’y laisse ses traces. L’écriture n’a aucun effet sur la mémoire. »

— Jacques Derrida, 1972, p. 124-125.

## Autres interprétations
Selon Ignace Meyerson et Marinette Dambuyant, le raisonnement en chaudron est particularisé « par la succession orientée des arguments d'une part, et le cumul avec le renforcement qui le caractérise » : « Ce qu'on veut écarter, ce n'est pas le fait, mais un reproche. On veut modifier le sentiment ou le jugement de l'interlocuteur [...] sur une cause que l'on défend ».